# Sant Martin de Vercòrs
Sant Martin de Vercòrs (en francès Saint-Martin-en-Vercors) és un municipi francès situat al departament de la Droma i a la regió d'Alvèrnia-Roine-Alps. L'any 2007 tenia 355 habitants.

## Demografia

### Població
El 2007 la població de fet de Saint-Martin-en-Vercors era de 355 persones. Hi havia 160 famílies de les quals 56 eren unipersonals (36 homes vivint sols i 20 dones vivint soles), 44 parelles sense fills, 40 parelles amb fills i 20 famílies monoparentals amb fills.
La població ha evolucionat segons el següent gràfic:
Habitants censats

### Habitatges
El 2007 hi havia 276 habitatges, 156 eren l'habitatge principal de la família, 111 eren segones residències i 8 estaven desocupats. 238 eren cases i 33 eren apartaments. Dels 156 habitatges principals, 115 estaven ocupats pels seus propietaris, 32 estaven llogats i ocupats pels llogaters i 9 estaven cedits a títol gratuït; 3 tenien una cambra, 14 en tenien dues, 25 en tenien tres, 38 en tenien quatre i 77 en tenien cinc o més. 116 habitatges disposaven pel capbaix d'una plaça de pàrquing. A 81 habitatges hi havia un automòbil i a 62 n'hi havia dos o més.

### Piràmide de població
La piràmide de població per edats i sexe el 2009 era:
| Homes | Edats   | Dones |
| ----- | ------- | ----- |
| 0     | 95 o +  | 0     |
| 0     | 90 a 94 | 8     |
| 0     | 85 a 89 | 8     |
| 4     | 80 a 84 | 0     |
| 4     | 75 a 79 | 4     |
| 8     | 70 a 74 | 8     |
| 4     | 65 a 69 | 12    |
| 12    | 60 a 64 | 4     |
| 8     | 55 a 59 | 16    |
| 12    | 50 a 54 | 16    |
| 4     | 45 a 49 | 20    |
| 8     | 40 a 44 | 0     |
| 16    | 35 a 39 | 8     |
| 8     | 30 a 34 | 0     |
| 8     | 25 a 29 | 12    |
| 12    | 20 a 24 | 12    |
| 4     | 15 a 19 | 4     |
| 0     | 10 a 14 | 12    |
| 8     | 5 a 9   | 0     |
| 0     | 0 a 4   | 12    |

## Economia
El 2007 la població en edat de treballar era de 214 persones, 155 eren actives i 59 eren inactives. De les 155 persones actives 142 estaven ocupades (83 homes i 59 dones) i 13 estaven aturades (2 homes i 11 dones). De les 59 persones inactives 26 estaven jubilades, 11 estaven estudiant i 22 estaven classificades com a «altres inactius».

### Ingressos
El 2009 a Saint-Martin-en-Vercors hi havia 159 unitats fiscals que integraven 386,5 persones, la mediana anual d'ingressos fiscals per persona era de 14.056 €.

### Activitats econòmiques
Dels 29 establiments que hi havia el 2007, 1 era d'una empresa extractiva, 1 d'una empresa alimentària, 2 d'empreses de fabricació d'altres productes industrials, 2 d'empreses de construcció, 5 d'empreses de comerç i reparació d'automòbils, 8 d'empreses d'hostatgeria i restauració, 4 d'empreses de serveis, 3 d'entitats de l'administració pública i 3 d'empreses classificades com a «altres activitats de serveis».
Dels 5 establiments de servei als particulars que hi havia el 2009, 1 era un paleta, 1 lampisteria, 1 perruqueria i 2 restaurants.
Dels 2 establiments comercials que hi havia el 2009, 1 era una botiga de menys de 120 m² i 1 una fleca.
L'any 2000 a Saint-Martin-en-Vercors hi havia 22 explotacions agrícoles que ocupaven un total de 570 hectàrees.

## Equipaments sanitaris i escolars
El 2009 hi havia una escola elemental integrada dins d'un grup escolar amb les comunes properes formant una escola dispersa.

## Poblacions més properes
El següent diagrama mostra les poblacions més properes.